# A Csingiling-filmek listája
A Csingiling-filmek tündérekről szóló meséket mutatnak be, számítógéppel animálva. A történetek varázslatos tündérekről szólnak, akik közül a főhős Csingiling, aki egy mókás és varázslatos tündér. Jelenleg 6 mozifilm készült, amelyeket magyarra is lefordítottak. Az animációs filmeket  Magyarországon is bemutatták a mozikban. A hosszú filmeket Amerikában a DisneyToon Studios készíti. Készült egy tévéfilm is, amelyet a mozifilmek egy speciális különkiadásaként vetítettek le. A több 3D-s számítógépes animációs film bemutatásra került Magyarországon a televízióban is. Legtöbbet a TV2-n, és az RTL Klub-on adtak le. A számítógéppel animált figurák szórakoztató, kalandos és fantasztikus történeteket játszanak el. A legkorábbi animációs játékfilm címe megegyezik a történet főhősének nevével.
Mozifilmek
- Csingiling (2008)
- Csingiling és az elveszett kincs (2009)
- Csingiling és a nagy tündérmentés (2010)
- Csingiling: A szárnyak titka (2012)
- Csingiling és a kalóztündér {2014)
- Csingiling és a Soharém legendája (2014)

Tévéfilm
- Csingiling és a nagy verseny (2011)